# David Frischmann
Pour les articles homonymes, voir Frischmann.
David Frischmann, également connu sous la forme David Frishman né le 31 décembre 1859 en royaume du Congrès et décédé le 4 août 1922 à Berlin, est un poète, essayiste, conteur, critique et journaliste, un des premiers écrivains majeurs de la littérature hébraïque moderne.

## Biographie
David Frischmann nait en 1859 à Zgierz, près de Łódź en royaume du Congrès. Sa famille appartient à la petite bourgeoisie juive commerçante, qui bien que traditionaliste est favorable à la Haskala, inspirée du mouvement des Lumières. Sa famille s'installe à Łódź en 1861, et Frischmann reçoit alors une éducation privée, comprenant non seulement l'étude traditionnelle des textes religieux juifs, mais aussi les sciences humaines, le français et l'allemand.
Sa première œuvre, une courte nouvelle écrite en 1872, est publiée en 1874, alors qu'il n'a que quinze ans. Elle est suivie par des poèmes, des traductions ainsi que des articles pour différents journaux en hébreu tels que Ha-Tsefirah, Ha-Shahar, Ha-Boker or. Il décide alors de se consacrer à la satire.
De 1881 à 1883, Frischmann vit à Berlin, où il est en contact avec des écrivains juifs allemands dont Berthold Auerbach ou Aaron Bernstein (en) qu'il rencontre peu de temps avant leur mort. Il gagne sa vie en traduisant un livre scientifique populaire en 20 volumes à partir de l'allemand. Il commence aussi à écrire des nouvelles en allemand. Au milieu des années 1880, il s'installe à Varsovie où il écrit Otiyot porḥot (Lettres volantes), une série de longs récits.
En 1886, il devient un des éditeurs du journal Ha-Yom à Saint-Pétersbourg, et commence à publier son feuilleton populaire Mikhtavim ‘al devar ha-sifrut (Lettres sur la littérature), sur le phénomène littéraire de la littérature hébraïque et sur la littérature mondiale, écrit comme des lettres envoyées à une femme. Quand Ha-Yom cesse de paraitre, Frishman retourne à Varsovie et écrit des articles et des essais en yiddish.
De 1890 à 1895, il étudie la philosophie, la philologie et l'histoire de l'art à l'Université de Breslau, alors en Allemagne. En 1895, il retourne à Varsovie où il travaille jusqu'en 1910 à la traduction en hébreu d'œuvres d'écrivains tels que George Eliot, Alexandre Pouchkine, Lord Byron ou Friedrich Nietzsche. Il écrit des critiques littéraires, faisant l'éloge de Mendele Moicher Sforim, mais attaquant Isaac Leib Peretz ainsi que Éliézer Ben Yehoudah sur ses plans innovateurs pour la renaissance de l'hébreu.
En 1901, il devient éditeur due l'hebdomadaire littéraire Ha-Dor, dont le haut niveau littéraire attire de nombreux écrivains talentueux, tels que Mendele Moicher Sforim, Haïm Nahman Bialik, Isaac Leib Peretz, Shaul Tchernichovsky, mais sa distribution limitée force la revue à s'arrêter après seulement une année. Frishman édite plusieurs journaux littéraires à Vilnius ou Varsovie, comme Ha-Zeman, Sifrut ou Reshafim ainsi qu'une série d'anthologies comprenant sa traduction de Ainsi parlait Zarathoustra de Nietzsche. En 1909, sa traduction de Une maison de poupée d'Henrik Ibsen apparait sous forme de livre. La même année, il fonde le journal en hébreu Ha-Boker, mais celui-ci ne durera que six mois.
En 1911 et 1912, Frischmann se rend deux fois en Palestine comme journaliste pour les journaux Ha-Tsefirah et Haynt. Il publie ses impressions de voyage dans un petit livre Sur la terre d'Israël, publié en 1913, dans lequel il décrit les paysages, les lieux saints, les pionniers et les débuts du renouveau de la langue hébraïque. Ce livre marque un tournant dans sa vision de l'hébreu, qu'il ne percevait jusqu'alors que comme une langue de poètes, d'écrivains, d'érudits. Il lève toutes les réserves qu'il affichait quant à la renaissance de l'hébreu comme langue vernaculaire.
À la déclaration de la Première Guerre mondiale, Frischmann est emprisonné en tant qu'étranger ennemi. Il est par la suite libéré et autorisé à retourner en Pologne. En 1915, quand l'armée allemande se rapproche de Varsovie, il quitte la Pologne et se rend à Odessa où il restera jusqu'au début de la révolution russe. Il y traduit les contes des frères Grimm et les poèmes de Rabindranath Tagore. Il écrit en hébreu de nombreux poèmes ainsi que des contes mettant en scène des Juifs entrant en conflit avec une société juive plus traditionaliste, et en yiddish plusieurs feuilletons. Après la révolution, un centre de littérature hébraïque se crée à Moscou. Frischmann se rend à Moscou où il est nommé président du comité de rédaction des publications Stybel. En 1919, les publications Stybel décident de fermer à Moscou et de se relocaliser à Varsovie. Frischmann les suit en sa qualité de rédacteur. Dans la prestigieuse revue trimestrielle Ha-Tekufh, il publie la traduction en hébreu par Bialik de la pièce de théâtre de Shalom Anski, le Dibbouk, ainsi que la traduction d'Homère par Tchernichovski ainsi que ses propres histoires bibliques et ses traductions d'Oscar Wilde et d'Heinrich Heine.
Il meurt en 1922, et lors de ses funérailles, les écrivains Haïm Nahman Bialik, David Bergelson, Simha Ben-Zion (Simha Gutman) et le diplomate sioniste Victor Jacobson prononcent son éloge funèbre.

## Citations
Sur le peuple juif :
« Le peuple juif est vieux dans un sens, et pourtant un bébé dans un autre sens. »
Sur l'antisémitisme en Pologne avant la Première Guerre mondiale :
« En Pologne, les Juifs ne sont pas haïs, ils sont méprisés, ce qui est incontestablement pire. Les épithètes « Pan Moshek » (Petit Monsieur Moyshe) ou « Pan Itsek » (Petit Monsieur Yitskhok) symbolisent ce dédain. »
Sur la presse :
« De tous les démons de notre génération, je n'en connais aucun qui obstrue plus le développement moral de l'humanité que la presse. »

## Son œuvre en hébreu

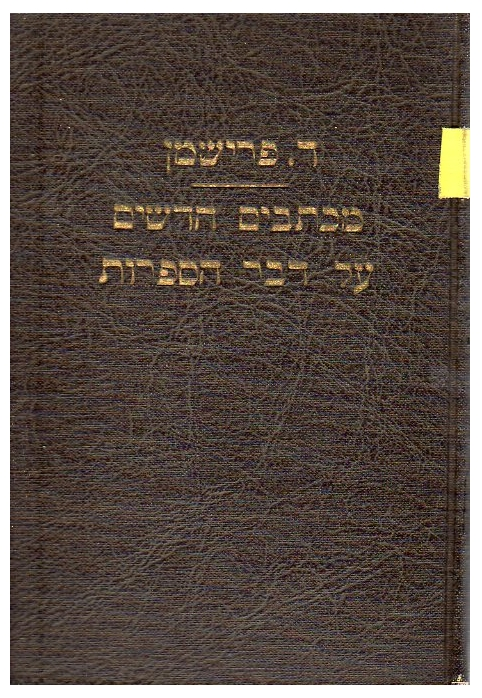
Couverture du livre de David Frishman:Shiva Michtavim Hadashim Al Devar Ha-Sifrut, publié à Berlin en 1923 par Dvir

- Michtavim Al Devar Ha-Sifrut (Lettres sur la littérature); Achiasaf; 1895
- Ketavim Nivharim (Œuvres choisies); Tushia; 1905
- Ketavim Hadashim (Nouvelles œuvres); Sifrut; 1910-1911
- Yizkor (Se souvenir); Ben Avigdor; 1913
- Ba-Aretz (Sur la Terre d'Israël); Achi Sefer; 1913
- Col Kitvei (Œuvre complète); Merkaz, 1914
- Aharit Yerushalayim (La fin de Jérusalem); Fédération sioniste de Pologne; 1920
- Ba-Midbar (Dans le désert); Hasefer; 1923
- Shiva Michtavim Hadashim Al Devar Ha-Sifrut (Sept nouvelles lettres sur la littérature); Dvir; 1923
- Col Kitvei (Œuvre complète); Stybel; 1924
- Igrot David Frischman (Lettres de David Frishman); L. Frischmann; 1927
- Sipurim Ve-Shirim (Histoires et poèmes); Israel Metz Foundation; 1938
- David Frischman-Ketavim (David Frishman – son œuvre); Dvir; 1930
- Arba'ah Sipurim (Quatre histoires); Lador; 1964
- Yalkut Masot (Essais réunis); Yachdav; 1974